# Lost!
Lost! è un singolo del gruppo musicale britannico Coldplay, pubblicato il 7 novembre 2008 come terzo estratto dal quarto album in studio Viva la vida or Death and All His Friends.

## Descrizione
Dopo la pubblicazione dell'album Viva la vida or Death and All His Friends i Coldplay hanno rivelato che il brano Sing, dei Blur, presente in Leisure (1991), è stata la principale fonte di ispirazione per la composizione di Lost!.

## Video musicale
Il video è stato presentato ufficialmente sul sito ufficiale dei Coldplay il 26 settembre 2008. Filmato da Mat Whitecross, il video è la registrazione di una esibizione dal vivo del gruppo allo United Center di Chicago, Illinois.
I Coldplay hanno anche tenuto un concorso nel quale i fan inviavano un video realizzato in casa per la versione acustica di Lost!. Il vincitore è stato premiato con un paio di biglietti "ultra-VIP" per uno dei concerti del gruppo a Londra, che include un pass per il dietro le quinte. I video dei partecipanti sono stati inseriti nel sito del gruppo.

## Tracce
CD promozionale (Regno Unito) – parte 1
1. Lost! (Album Version) – 3:57
2. Lost? (Acoustic Version) – 3:42
3. Lost- (Instrumental Version) – 3:59

CD promozionale (Regno Unito) – parte 2
1. Lost+ (with Jay-Z) – 4:18
2. Lost@ (Live @ United Center, Chicago) – 3:57

Download digitale
1. Lost! – 3:55
2. Lost? – 3:42
3. Lost@ (Live at United Center, Chicago) – 3:55
4. Lost+ (with Jay-Z) – 4:16

## Formazione
Hanno partecipato alle registrazioni, secondo le note di copertina di Viva la vida or Death and All His Friends:
Gruppo
- Chris Martin – voce, pianoforte, chitarra acustica
- Jonny Buckland – chitarra elettrica, tastiera, cori
- Guy Berryman – basso, sintetizzatore, armonica a bocca, cori
- Will Champion – batteria, percussioni, cori

Altri musicisti
- Davide Rossi – strumenti ad arco
- Matt McGinn – musica aggiuntiva
- Crispin Robinson – musica aggiuntiva

Produzione
- Markus Dravs – produzione, missaggio
- Brian Eno – produzione, sonic landscapes
- Rik Simpson – produzione, missaggio
- Jon Hopkins – produzione aggiuntiva, colori
- Andy Rugg – ingegneria del suono, assistenza alla registrazione
- Dan Green – ingegneria del suono, assistenza alla registrazione
- Brian Thorn – ingegneria del suono, assistenza alla registrazione
- Olga Fitroy – ingegneria del suono, assistenza alla registrazione
- Francois Chevallier – ingegneria del suono, assistenza alla registrazione
- Jan Petrov – ingegneria del suono, assistenza alla registrazione
- Jason Lader – ingegneria del suono, assistenza alla registrazione
- Michael Trepagner – ingegneria del suono, assistenza alla registrazione
- Vanessa Parr – ingegneria del suono, assistenza alla registrazione
- Dom Monks – ingegneria del suono, assistenza alla registrazione
- Will Hensley – ingegneria del suono, assistenza alla registrazione
- Michael H. Brauer – missaggio
- Andy Wallace – missaggio
- John O' Mahoney – missaggio
- Bob Ludwig – mastering
- George Marino – assistenza al mastering

## Classifiche
| Classifica (2008)         | Posizione massima |
| ------------------------- | ----------------- |
| Australia                 | 86                |
| Belgio (Fiandre)          | 34                |
| Belgio (Vallonia)         | 14                |
| Canada                    | 55                |
| Regno Unito               | 55                |
| Stati Uniti               | 94                |
| Stati Uniti (alternative) | 18                |